# Макаренко, Вячеслав Александрович
Вячеслав Александрович Макаренко (род. 19 апреля 1933, Фрунзе, Киргизская АССР, РСФСР, СССР) — советский государственный и партийный деятель. Первый секретарь Ошского обкома КП Киргизии (1981). Депутат Совета Национальностей Верховного Совета СССР XI созыва (1984—1989) от Киргизской ССР. Заместитель Председателя Президиума Верховного Совета Киргизской ССР (1985—1986). Кандидат сельскохозяйственных наук (1962).

## Биография
Родился в городе Фрунзе (ныне Бишкек). Член КПСС с 1953.

### Образование
В 1953 окончил Московскую сельскохозяйственную академию имени К. А. Тимирязева по специальности «учёный-агроном».
В 1962 во Фрунзе в Академии наук Киргизской ССР защитил диссертацию на соискание учёной степени кандидата сельскохозяйственных наук. Тема диссертации: «Органическое вещество и некоторые химические свойства высокогорных бурых пустынно-степных почв сыртов Киргизии».

### Трудовая деятельность
Работал главным агрономом колхоза имени Ленина Тонского района Киргизии.
В 1960—1971 годах — аспирант АН Киргизской ССР, научный сотрудник, зам. директора НИИ земледелия Киргизской ССР.
В 1971—1973 годах — 1-й зам. министра сельского хозяйства Киргизской ССР.
В 1973—1981 годах — 2-й, в 1981 — 1-й секретарь Ошского обкома Компартии Киргизии.
В 1981—1985 годах — 2-й секретарь ЦК Компартии Киргизии.
В 1985—1986 годах — зам. пред. Президиума Верховного Совета Киргизской ССР.

## Награды
- два ордена Трудового Красного Знамени
- Орден «Знак Почёта»
- медали